# Fight Back!
Fight Back! to tytuł albumu wydanego przez anarchopunkowy zespół Oi Polloi ze Szkocji. Materiał został wydany jako reeedycja wcześniejszych nagrań ze splitów z Betrayed oraz AOA przez Compary Records w 1995 roku. Na płycie znajdują się tylko utwory Oi Polloi.

## Lista utworów
1. Go Green
2. You Cough/They Profit
3. Punx Or Mice?
4. Nuclear Waste
5. The Only Release?
6. Aparthied Stinx
7. Boot Down The Door
8. Americans Out
9. Thugs In Uniform
10. Pigs For Slaughter
11. Rich Scumbag
12. Never Give In